# Jean du Bois (mort en 1324)
Jean du Bois ou du Bosc (né au Mans - mort le 25 janvier 1324) est un ecclésiastique qui fut évêque de Dol de 1312 à 1324.

## Biographie
Jean du Bois ou Bosc né au Mans est docteur in utroque jure, chanoine d'Angers, professeur et maître d'école à l'université d'Angers et avocat au Parlement de  Paris lorsqu'il est nommé évêque de Dol en 1312. Il est déjà âgé et presque aveugle lorsque le pape Jean XXII l'autorise le 11 janvier 1320 à prendre un coadjuteur en la personne de l'archidiacre Raoul. Il meurt le 25 janvier 1324 et il est inhumé dans la chapelle absidiale de la cathédrale de Dol.

## Héraldique
Ses armoiries sont : écartelé d'argent et d'or à trois têtes de lévrier (ou de loup) de gueules brochant.